# Тільйоле
Тільйоле (італ. Tigliole, п'єм. Tijòli) — муніципалітет в Італії, у регіоні П'ємонт,  провінція Асті.
Тільйоле розташоване на відстані близько 490 км на північний захід від Рима, 36 км на південний схід від Турина, 11 км на захід від Асті.
Населення — 1706 осіб (2014).
Щорічний фестиваль відбувається 10 серпня. Покровитель — святий мученик Лаврентій.

## Демографія
Населення за роками:

Станом на 1 січня 2023 року в муніципалітеті офіційно проживало 136 іноземців з 20 країн, серед них 91 громадянин країн Євросоюзу та 2 громадяни України.

## Сусідні муніципалітети
- Асті
- Бальдік'єрі-д'Асті
- Кантарана
- Сан-Дам'яно-д'Асті
- Віллафранка-д'Асті